# دهستان نهضت‌آباد
دهستان نهضت‌آباد، یکی از دهستان‌های بخش هلیل دشت شهرستان رودبار جنوب در استان کرمان ایران است. مرکز این دهستان، روستای نهضت‌آباد است.

## جمعیت
بر پایه سرشماری عمومی نفوس و مسکن در سال ۱۳۹۵، جمعیت دهستان نهضت‌آباد برابر با ۱۴٬۹۸۴ نفر بوده است.